# Michèle Barrett
Michèle Barrett, född 1949, är en brittisk sociolog och professor emeritus i modern litteratur och kulturteori vid Queen Mary University of London. Hon avlade filosofie doktorsexamen år 1976 med avhandlingen A Theory of Modernism and English Society Between the Wars, with special reference to Virginia Woolf. Barretts bok Women's Oppression Today från 1980 fick stort genomslag.